# 북부주 (수단)

북부주의 위치

북부주(北部州, 아랍어: الشمالية)는 수단 북부에 위치한 주로, 주도는 동골라이며 인구는 833,743명(2006년 기준), 면적은 348,765km2이다. 서쪽으로는 리비아, 북쪽으로는 이집트와 국경을 접한다.